# (9135) Lacaille
(9135) Lacaille ist ein Asteroid des Hauptgürtels, der am 17. Oktober 1960 von den  niederländischen Astronomen Cornelis Johannes van Houten, Ingrid van Houten-Groeneveld und Tom Gehrels am Palomar-Observatorium (Sternwarten-Code 675) in Kalifornien entdeckt wurde.
Der Asteroid wurde am 2. April 1999 nach dem französischen Astronomen Nicolas Louis de Lacaille (1713–1762) benannt, der von 1750 bis 1754 am Kap der Guten Hoffnung Messungen durchführte, um die Parallaxen des Mondes, der Venus und des Mars genauer berechnen zu können.
Daneben beobachtete er die Sternbilder des Südhimmels und katalogisierte hierbei fast 10.000 Sterne. Er ist der Namensgeber von 14 der 88 modernen Sternbilder.